# Hotel Bulić
Kazalište Hotel Bulić je umjetnička organizacija koju je osnovala Senka Bulić 2001. godine s ciljem da si osigura slobodu umjetničkog stvaranja koje nije ovisno o trenutačno popularnim trendovima, konvencijama ili reciklažom onoga što je već doživjelo uspjeh, već baš suprotno nalazi svoj interes u zapostavljenim djelima moderne i suvremene umjetnosti. Za Hotel Bulić to znači okretanje autorima poput Raul Damonte Botana, Jean Geneta, Yukio Mishime, te Antonina Artauda. Družina je do 2014. godine proizvela devet predstava. Senka Bulić je glavni kreativni pokretač i koordinator izvedbi koje često producira u suradnji s drugim umjetnicima i umjetničkim prostorima.
2014. predstava Dream of life osvojila je Nagradu publike kao predstava godine na dodjeli nagrada u organizaciji portala Teatar.hr.

## Odabrane predstave

### Evita (2009.)
Prvo postavljanje Copijeva (Raul Damonte Botana) djela u Hrvatskoj. Copi je kao autor pod velikim utjecajem Alfreda Jarryja mnoga njegova djela su stilski označena groteskom i apsurdom, osim njegovog teksta, u predstavi se koriste i fragmenti tekstova Heinera Müllera i Friedricha Nietzschea. Radnja prati posljednje dane života Evite Peron koja boluje od raka. Njezina majka, Peron, jedan ministar i bolničarka pomažu joj umrijeti. Međutim, zaplet je kriminalistički: generali u čizmama od štrasa stavljaju otrov u čaše šampanjca, njena majka, hitno se vrativši s Azurne obale, krade njezin broj sefa u Švicarskoj dok gomila očekuje njezin leš kako bi ga kanonizirali. Međutim, Evita se priprema za bijeg i prerušena u Mickeya Mousa bježi kroz kanalizaciju.
Predstavu je režirala Senka Bulić, a izvodili su je: Ana Begić, Darko Japelj, Jelena Miholjević, Kristijan Beluhan, Miroslav Manojlović, Nina Violić.

### Sallinger (2009.)
Predstava nastaje u hrvatsko-francusko-slovenskoj koprodukciji (Theatre National de Bretagne/Rennes, Mini Teater/Ljubljana, Novo kazalište/Zagreb, Zadar snova, ARL/Dubrovnik, Kazalište Hotel Bulić, Scena Amadeo/Zagreb), u režiji Ivice Buljana i po tekstu Bernarda Marie Koltesa koji nastao prema početnom dijelu nikada dovršene Salingerove trilogije o obitelji Glass Seymour: uvod, izvodili su je Marko Mandić i Senka Bulić.
Radnja se odvija u New Yorku 1964. gdje nakon samoubojstva mladića po imenu Riđi, mlada udovica dolazi u kuću njegove obitelji, a sam Riđi ne može odoljeti prilici da se kao duh vrati među ukućane i obračuna se s njima.

### Me and Al (2009)
Prostor izvedbe je organiziran kroz svjetlosne otoke, obilježene samo fragmentarnim rekvizitima, a izvedba, kako kažu autori, u «glumačku histeriju» naslovnog para, uvlači i gledatelje, koje izvođači individualno kontaktiraju, mole za pomoć i uključuju u igru.
Izvođači također s vremena na vrijeme, osim što kroz predstavu mijenjaju uloge, uskaču i u ulogu gledatelja, promatrajući zajedno s ostatkom publike što radi onaj drugi, te kako svjedoče odvijanju radnje, koja se pripovijeda u osnovnim crtama fabule. 
Obitelj Glass, u ovom slučaju Ma i Al, izvode Senka Bulić i Marko Marko Mandić u formi tri monologa, izvučena iz Salingerove novele, te Koltesova komada. Teme kojima se predstava bavi sežu od smrti djeteta, raspada porodice, američke demokracije, rata u Vijetnamu, odnosa klasičnog i suvremenog teatra, umjetnosti i ratovanja, pa do nemogućnosti komunikacije između djece i roditelja. One ujedno organiziraju logiku scenske montaže.
Predstava je nastala u režiji Ivice Buljana, izvedbi Senke Bulić i Marka Mandića te u suradnji s Mini teatrom.

### Rozamunda (2011.)
Predstava je nastala na temelju predloška Elfriede Jelinek koji je nastao kao prerada, odnosno odgovor na slabo poznatu dramu Rosamunde, Furstin von Zypern autorice iz doba romantizma Helmine von Chezy, za koju je scensku glazbu napisao Franz Schubert. Jelinek je Rozamundi namijenila ulogu neuspjele spisateljice koja je prisiljena priznati da je status žene nespojiv s pisanjem, te da je svaka ženska kreativna aktivnost osuđena na poraz. 
Predstavu je režirala Senka Bulić, a izvodili su je Marinko Leš i Tihana Ćulafić.

### Svršimo s Božjim sudom part one (2012.)
Predstava je temeljena na Artaudovoj emisiji za radio Pour Finir avec le Jugement de dieu snimljenoj za francuski radio, te koja je dan prije emitiranja zabranjena. Autori predstave su Tomislav Ćurković te Senka Bulić koja je ujedno i izvođačica. Predstava je nastala u koprodukciji s Tvornicom kulture.

### Rekvijem za organe – pokora (2012.)
Predstava je nastavak istraživanja Artaudove ovstavštine koje je započeto u Rekvijemu gdje Senka Bulić, Damir Martinović Mrle i Ivana Jozić na osnovu Artaudovih tekstova nastoje istražiti i pokazati pojam suvremene tragedije u kazalištu. Izvedbenu strategiju preuzimaju od samog Artauda i njegovih zvučnih i radiofonskih eksperimenata. Koristeći kompjutersku tehnologiju autori su snimili zvukove unutrašnjih organa samih izvođača koji su u predstavi ozvučeni posebnim mikrofonima te tako vlastitim tijelima stvaraju zvuk. Kako su istaknuli sami autori, u ovoj su se predstavi vodili načelima Artaudovog nepredstavljivog čina. Nepredstravljivo u Artaudovoj ideji teatra pokazuje ono što gledatelji činom promatranja ne mogu vidjeli ali naslućuju s tisuću drugih čula.  
Autorice predstave su Ivana Jozić i Senka Bulić, koje su ujedno, zajedno s Damirom Martinovićem Mrlem, bile i njene izvođačice. Predstava je nastala u koprodukciji Hotela Bulić, KLJB-a i Tvornice Kulture.

### Dream of Life (2014.)
Predstava je nastala inspirirana istoimenim biografskim filmom Stevena Sebringa o Patti Smith. Predložak za predstave napisale su Jelena Svilar i Morana Foretić. Predstava prati rast kreacije iz duha vremena u smislu odnosa Umjetnik-Društvo.
Predstava je nastala u koprodukciji s KUC Travno i Tvornice Kulture, u režiji Ivice Buljana i Senke Bulić te izvedbi Maria Kovačevića, Nevena Svilara, Petra Aleraja, Senke Bulić i Stipe Kostanića.